# Nitrendipină
Nitrendipina este un medicament din clasa blocantelor canalelor de calciu, fiind utilizat în tratamentul hipertensiunii arteriale. Calea de administrare disponibilă este cea orală.
Molecula a fost patentată în 1971 și a fost aprobată pentru uz medical în anul 1985.

## Utilizări medicale
Nitrendipina este utilizată în tratamentul hipertensiunii arteriale esențiale, în forme ușoare până la moderate. Este frecvent utilizată în asociere cu enalaprilul. Poate fi folosită pentru a reduce cardiotoxicitatea indusă de cocaină.